# One Man Army
One Man Army šesti je studijski album finskog folk metal-sastava Ensiferum. Diskografska kuća Metal Blade Records, kojoj je to prvi objavljeni album skupine, objavila ga je 20. veljače 2015. u Europi, tri dana poslije u Ujedinjenom Kraljevstvu i 24. veljače u Sjevernoj Americi.

## O albumu
Sastav je snimao album od rujna do studenoga 2014. u studiju Astia-studio A u finskom gradu Lappeenranti. Radio je s producentom Anssijem Kippom, koji je također miksao i masterirao uradak. Naslovna je pjesma objavljena 12. siječnja 2015. kao singl te je za nju snimljen i glazbeni spot.
Posljednji je album skupine na kojem je svirala klavijaturistica Emmi Silvennoinen.

## Popis pjesama
Tekstovi: Sami Hinkka, a u 3. i 9. pjesmu uvrstio je i tradicionalne tekstove, glazba: Markus Toivonen, osim pjesme „Cry for the Earth Bounds”, koju je skladao Hinkka.
| 1.    | »March of War« (instrumentalna skladba)                       |       |
| 2.    | »Axe of Judgement«                                            | 4:33  |
| 3.    | »Heathen Horde«                                               | 4:12  |
| 4.    | »One Man Army«                                                | 4:25  |
| 5.    | »Burden of the Fallen«                                        | 1:49  |
| 6.    | »Warrior Without a War«                                       | 5:24  |
| 7.    | »Cry for the Earth Bounds«                                    | 7:31  |
| 8.    | »Two of Spades«                                               | 3:39  |
| 9.    | »My Ancestors' Blood« (Heathen Throne Part III)               | 4:30  |
| 10.   | »Descendants, Defiance, Domination« (Heathen Throne Part III) | 11:20 |
| 11.   | »Neito Pohjolan«                                              | 4:10  |
| 53:05 |                                                               |       |

| Dodatni CD s ograničene inačice | Dodatni CD s ograničene inačice              | Dodatni CD s ograničene inačice | Dodatni CD s ograničene inačice | Dodatni CD s ograničene inačice | Dodatni CD s ograničene inačice | Dodatni CD s ograničene inačice | Dodatni CD s ograničene inačice | Dodatni CD s ograničene inačice | Dodatni CD s ograničene inačice |
| Br.                             | Skladba                                      | Trajanje                        |                                 |                                 |                                 |                                 |                                 |                                 |                                 |
| ------------------------------- | -------------------------------------------- | ------------------------------- | ------------------------------- | ------------------------------- | ------------------------------- | ------------------------------- | ------------------------------- | ------------------------------- | ------------------------------- |
| 1.                              | »Rawhide« (obrada pjesme Neda Washingtona)   | 2:34                            |                                 |                                 |                                 |                                 |                                 |                                 |                                 |
| 2.                              | »Warmetal« (obrada pjesme sastava Barathrum) | 2:54                            |                                 |                                 |                                 |                                 |                                 |                                 |                                 |
| 3.                              | »Candour and Lies«                           | 4:10                            |                                 |                                 |                                 |                                 |                                 |                                 |                                 |
| 4.                              | »Bonus Song«                                 | 4:29                            |                                 |                                 |                                 |                                 |                                 |                                 |                                 |
| 14:07                           |                                              |                                 |                                 |                                 |                                 |                                 |                                 |                                 |                                 |

## Recenzije
| Recenzije           | Recenzije |
| Izvor               | Ocjena    |
| ------------------- | --------- |
| BraveWords          | 8/10      |
| Chronicles of Chaos | 7/10      |
| Metal Hammer        | [ 5 ]     |
| Perun.hr            | 7/10      |
| Revolver            | 3/5       |
| Sputnikmusic        | 3,5/5     |

Dobio je pozitivne kritike. U osvrtu za BraveWords Nick Balazs dao mu je osam bodova od njih deset zaključivši da je „znatan napredak” u odnosu s prijašnjim albumom Unsung Heroes te da se skupina „vratila u formu”. Holly Wright dala mu je četiri zvjezdice od njih pet pišući za Metal Hammer; izjavila je da je Ensiferum „snimio svoj najdotjeraniji album dosad, [uradak] prepun teatralnosti [čije se pjesme odlikuju] bijesnom, ledenom borbenošću” i zaključila je da je „nadomak otkrivanju savršena recepta za prijenos narodne glazbe u popularnije [žanrove] metala”. U recenziji za Chronicles of Chaos Julia Semprich dala mu je sedam bodova od njih deset napisavši da je riječ o „zabavnu izdanju koje je povremeno brže od prethodnog [albuma]” te da sadrži „snažne i brze prijelaze, pamtljive narodne melodije i brojna režanja koje podržavaju zborski vokali”.
U recenziji za portal Perun.hr Darjan Koprivnikar dao mu je sedam bodova od njih deset napisavši da se skupina vratila „po još jednu, ovaj put, uvjerljiviju pobjedu” u odnosu na prijašnji uradak, ali da kvaliteta albuma opada na „mirniji[m] i konzistentniji[m] ideja[ma]” i da je „nekoliko klasa ispod njihovih najvećih dostignuća”. Pišući za časopis Revolver, Gary Graff dao mu je tri boda od njih pet izjavivši da sastav na uratku svira „epski metal” te je posebno istaknuo pjesme „Cry for the Earth Bounds” i „Two of Spades”, za koju je komentirao da se u jednom trenutku pretvara u „disko”. Sputnikmusicov recenzent dao mu je tri i pol boda od njih pet spomenuvši da je skupina „iskočila iz ponora Unsung Heroesa” i da je „uspjela spojiti materijal odlična zvuka i zdravu kreativnost” premda je „ipak i na njemu katkad učinila pogrešan korak”.

## Zasluge
| Ensiferum - Petri Lindroos – gitara, vokal, zborski vokal, aranžman - Markus Toivonen – gitara, vokal, zborski vokal, aranžman - Sami Hinkka – bas-gitara, vokal, zborski vokal, aranžman - Emmi Silvennoinen – klavijatura, Hammondove orgulje, glasovir, vokal, zborski vokal, aranžman - Janne Parviainen – bubnjevi, zborski vokal, aranžman Ostalo osoblje - Anssi Kippo – produkcija, snimanje, miksanje, mastering, aranžman - Gyula Havancsák – omot albuma, knjižica albuma - Ritual – logotip - Ester Segerra – fotografija | Dodatni glazbenici - Netta Skog – harmonika, vokal; glavni vokal (na pjesmi „Neito Pohjolan”) - Jukka-Pekka Miettinen – dodatni vokal, zborski vokal - Frederik – dodatni vokal (na pjesmi „Two of Spades”) - Lassi Lógren – nyckelharpa - Timo Väänänen – kantele - Matti Häkämies – govor (na pjesmama s podnaslovom „Heathen Throne Part III”) - Heri Joensen – govor (na pjesmi „Heathen Horde”) - Olli Haavisto – pedal steel-gitara - Tanja Varha – zborski vokal - Bianca Hösli – zborski vokal - Heidi Parviainen – zborski vokal - Tuomas Nieminen – zborski vokal - Petteri Lehikoinen – zborski vokal - Tapio Kuosma – zborski vokal - Jukka Hoffrén – zborski vokal - Mikko P. Mustonen – zviždanje (na pjesmi „Two of Spades”); zborski vokal, orkestracija, aranžmani za orkestar i zbor - Toni Salminen – zborski vokal - Skid – zborski vokal - Manu Lohi – zviždanje (na pjesmi „Two of Spades”) - Miitri Aaltonen – vokal (na pjesmi „Candour and Lies”) |